# Suddivisioni dell'Islanda
L'Islanda è suddivisa amministrativamente in municipalità, contee e regioni.

## Comuni
In Islanda ci sono 72 comuni che governano su argomenti di materia locale come le scuole e i trasporti.

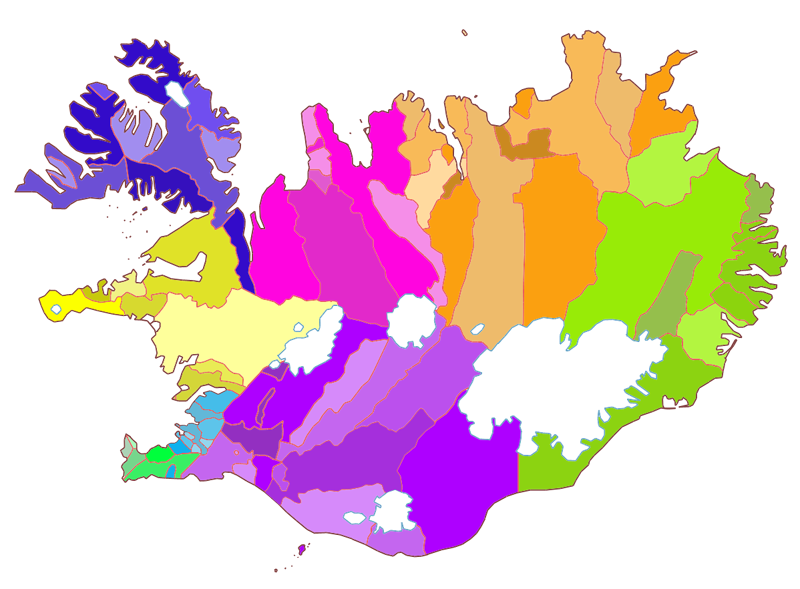
Municipalità dell'Islanda

## Contee
Le 23 contee islandesi sono perlopiù divisioni storiche. Attualmente, l'Islanda è divisa tra 26 magistrati che rappresentano il governo in diversi ambiti. Tra i loro compiti c'è quello della polizia locale (eccetto a Reykjavík, dove c'è uno speciale commissario), la raccolta delle tasse, la dichiarazione di bancarotta e la celebrazione dei matrimoni civili.

## Regioni
L'isola è divisa in 8 regioni, utilizzate principalmente per scopi statistici.

## Collegi elettorali
Fino al 2003 i collegi elettorali per le elezioni parlamentari coincidevano con le regioni, ma con un emendamento alla Costituzione, il legame è stato rotto e attualmente vi sono 6 collegi. Il cambiamento è stato apportato per evitare che aree poco popolate ma estese potessero contare maggiormente di aree come quella della capitale. 

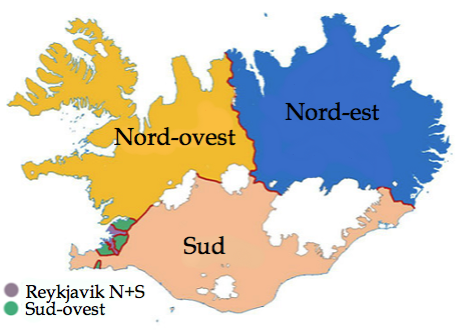
Collegi elettorali dell'Islanda